# Christina Perri
Christina Judith Perri (n. 19 august 1986, Philadelphia, Pennsylvania, Statele Unite ale Americii) este o cântăreață americană. Melodia ei Jar Of Hearts s-a clasat în Statele Unite după ce a fost recomandată la show-ul din televiziunea Fox, So You Think You Can Dance în 2010. Rolling Stone au numit-o „Trupa Săptămânii” pe 26 octombrie 2010. Pe 10 mai 2011, melodia ei „Jar Of Hearts” a făcut parte din coloana sonoră a serialului Glee (sezonul 2, episodul 20 „Regina Balului”). De asemenea, pe 27 iunie 2011, „Jar Of Hearts” a fost recomandat pe Switch At Birth (sezonul 1, episodul 4 „Dansează Printre Pumnale”).